# Fabian Ver

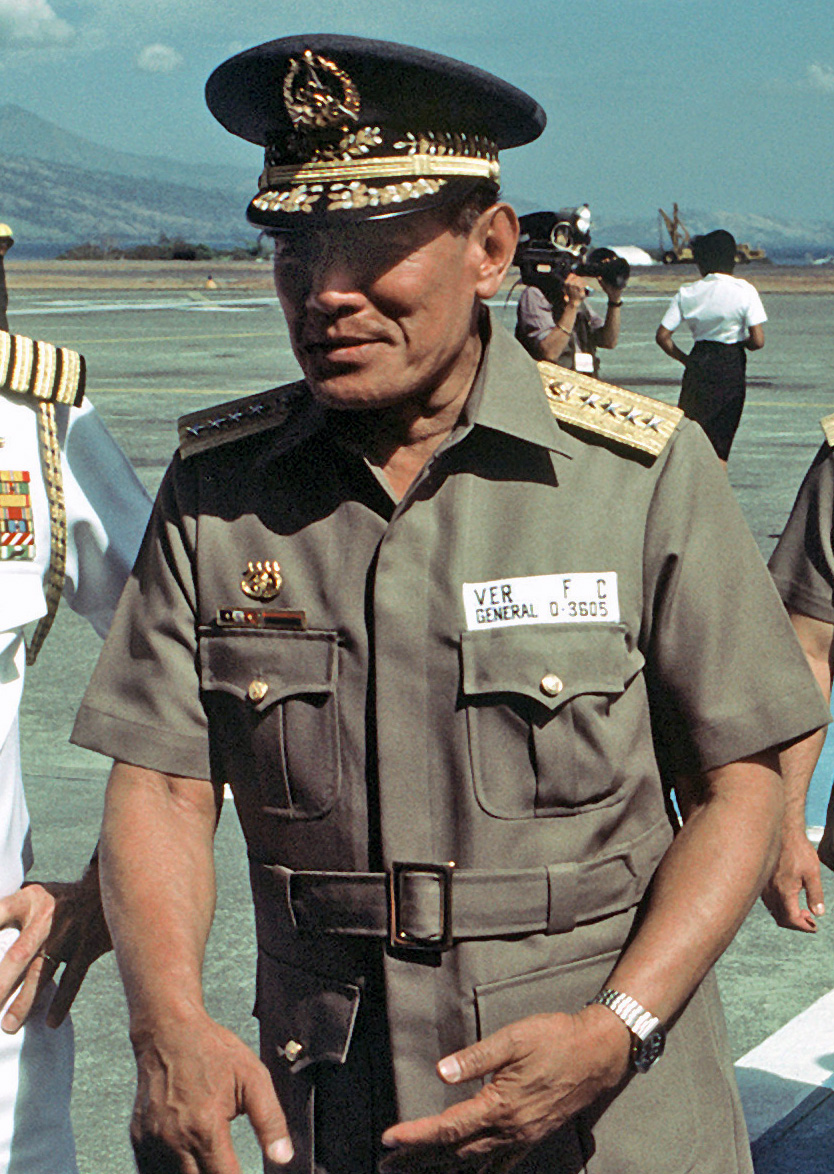
Fabian Ver

Fabian E. Ver (Sarrat, 20 januari 1920 - Bangkok, 21 november 1998) was een generaal en commandant van de Filipijnse strijdkrachten ten tijde van het regime van Ferdinand Marcos.
Fabian Ver diende in de Tweede Wereldoorlog en maakte in de loop der tijd carrière in het Filipijnse leger. Door zijn loyaliteit aan Ferdinand Marcos werd hij uiteindelijk aangesteld als commandant van de Filipijnse strijdkrachten. Toen Ver in 1976 de leeftijd bereikte dat hij verplicht met pensioen zou moeten, verlengde Marcos zijn termijn tot in het oneindige. Tijdens de jaren dat Marcos het land in een staat van beleg regeerde was Fabian Ver een gevreesd man.
Binnen het leger ontstond in de loop der tijd een tegenbeweging van voornamelijk jonge officieren die zich verzetten tegen Ver en de om hem heen verzamelde oude garde. Deze Reform the Armed Forces Movement of RAMboys speelden een belangrijke rol bij de EDSA-revolutie die uiteindelijk een eind aan het regime van Ferdinand Marcos maakte. Na de moord op de belangrijke oppositeleider Benigno Aquino jr. in 1983 werd Ver aangeklaagd voor zijn betrokkenheid bij de moord. In 1985 werd hij door de rechtbank vrijgesproken. Tijdens de EDSA-revolutie was op de Filipijnse televisie live de conversatie te volgen waarbij Ver aan Marcos toestemming vroeg om op de opstandige verschanste militairen, onder wie generaal Fidel Ramos, te mogen schieten. Marcos durfde dit echter niet aan vanwege het gevaar de vele aanwezige burgers te raken en op 26 februari moest Marcos vluchten naar de Verenigde Staten. Ook Fabian Ver vertrok naar dat land en leefde daar tot vlak voor zijn dood in ballingschap. In november 1998 werd bekend dat hij terminaal ziek was en nog dezelfde maand overleed Fabian Ver in Bangkok. Zijn overblijfselen werden overgebracht naar de Filipijnen, waar hij werd begraven in zijn geboorteplaats Sarrat in de provincie Ilocos Norte.
- International Standard Name Identifier: 0000 0000 3827 0445
- Library of Congress Control Number: n98931956
- Nederlandse Thesaurus van Auteursnamen: 067656501
- Virtual International Authority File: 38700741
- WorldCat: E39PBJfMh4mtd6FtwYhDQhmTpP